# Tigvă
Tigva (Lagenaria siceraria), numită și tâlv, este o plantă erbacee agățătoare sau târâtoare, din familia cucurbitaceelor, cu flori mari, albe, cu fructul de diferite forme (de obicei bombat), verde și zemos, care la maturitate devine gălbui și cu pereții tari, lemnoși. Fructul poate fi folosit atât în bucătărie cât și în fabricarea unor instrumente sau vase decorative, atunci când este suficient de matur.
Fructul tigvei, după ce i se scoate miezul și este uscat, se numește tâlv, și întrebuințat de obicei la scoaterea, prin aspirare, a vinului dintr-un butoi, ca recipient și în alte scopuri similare.
Întrebuințat ca legumă, fructul tigvei este asemănător cu un dovlecel; are o aromă discretă, iar uneori gustul său poate fi puțin amărui.
Tigva este prezentă, într-o formă sau alta, pe toate continentele și este destul de greu de stabilit originea sa exactă.